# Blanca (Mar i cel)
Blanca és un personatge de ficció, protagonista juntament amb Saïd, de la tragèdia d'Àngel Guimerà Mar i cel, estrenada el 1888 i que ha tingut una llarga vida als escenaris fins a convertir-se en una de les obres teatrals més significatives de l'autor, pertanyent a la primera etapa de les seves creacions escèniques.

## L'acció
L’obra, situada el 1630, ens presenta un vaixell de corsaris algerians, capitanejada per Saïd, que ha capturat un grup de cristians. Blanca és presonera juntament amb el seu pare, Carles, imatge del pare intransigent, i de Ferran, cosí enamorat d’ella, a qui ella rebutja perquè ha decidit lliurar-se a la seva vida religiosa com a novícia. Blanca se sent atreta pel jove corsari després d’escoltar la seva trista història mentre és obligada a curar-li les ferides, però empesa pel seu pare Blanca intenta apunyalar-lo. Saïd para el cop i li ofereix deixar-se matar, però ella es desmaia. És a partir d’aquest moment que neix entre ells una passió amorosa que no té cap possibilitat de reeixir, i encara més davant l’intent de Malek, segon de bord, de prendre el control de la nau després de deslliurar la resta de presos cristians, i de Carles, que en un moment determinat, quan Saïd tracta de fugir del vaixell en un bot, li dispara, però Blanca s'interposa entre ells i cau ferida de mort. Saïd la sosté en els seus braços i es llença amb ella al mar.

## Versions
A l'estrena de Mar i cel, al Teatre Romea (febrer 1888), Mercè Abella interpretà el paper de Blanca mentre Teodor Bonaplata interpretà Saïd. Margarida Xirgu debutà a l'escena professional interpretant el paper de Blanca, peça que va escollir personalment per al debut al Teatre Romea el 8 desembre de 1906.
A l'escena contemporània, Mar i cel ha aconseguit fer-se un lloc principal gràcies a la versió musical que la companyia Dagoll Dagom estrenà al Teatre Victòria (11 octubre 1988), amb motiu del centenari de l'estrena. Les composicions musicals d'Albert Guinovart i la posada en escena de Joan Lluís Bozzo han aconseguit que l'espectacle s'hagi reposat en diverses ocasions aconseguint un gran èxit de públic, fins al punt d’esdevenir un dels espectacles més vistos del teatre català. A l'estrena del 1988, Àngels Gonyalons interpretà Blanca; posteriorment Carme Cuesta, Elena Gadel, Ana San Martín i Alèxia Pascual han interpretat aquest personatge.
A més de ser parodiada, es té notícia de traduccions al castellà (versió d'Enric Gaspar que, després de representar-se el 1888 a Barcelona, el 1891 inicià la projecció madrilenya de l’autor), anglès, esperanto, francès, italià, portuguès, polonès, sicilià i txec. També se n’han fet versions o projectes musicals (com la de Dagoll-Dagom) i cinematogràfics.

## Significació
L'obra és una tragèdia d’amants infortunats que té com a models peces llegendàries de la tradició teatral i literària d’arreu, des de La Celestina fins a Romeu i Julieta. Josep Palau i Fabre qualificà Mar i cel com una de les úniques tres tragèdies escrites en llengua catalana, juntament amb Nausica, de Joan Maragall, i Antígona, de Salvador Espriu (El mirall embruixat, 1962). El personatge de Blanca, típic personatge d’una sola peça que brilla a través dels decasíl·labs del seu creador, és un model de personatge femení atrapat per una passió que la condueix a la perdició. La novícia Blanca, que té com a correlat el cel, encarna la puresa i l'espiritualitat i esdevé el boc expiatori.